# 三木健
三木 健 (みき けん、1955年 - ) は、兵庫県神戸市出身のグラフィックデザイナー、アートディレクター。三木健デザイン事務所代表。大阪芸術大学教授。デザインを感じるワークショップを社会人向けにも行う
。

## 来歴
- 1955年 - 神戸市生まれ。
- 1982年 - 三木健デザイン事務所設立。

ブランディング、アドバタイジング、パッケージ、エディトリアル、空間など、様々なフィールドにおいて情報を建築的にとらえる発想で五感を刺激する物語性のあるデザインを展開。
JAGDA、東京TDC、AGI 会員。

## 主な作品
- IBM「ThinkPad i Series」プロモーション
- ベルメゾンの CI
- 世界グラフックデザイン会議のコングレスキットなど

## 主な受賞歴
- 1989年 - 日本パッケージデザイン賞 奨励賞
- 1989年 - ニューヨークADC 銅賞
- 1992年 - 日本グラフィックデザイナー協会 新人賞 [1]
- 1993年 - 日本タイポグラフィ年鑑 ベストワーク賞
- 1993年 - ニューヨークADC 銅賞 2点受賞
- 1994年 - 日本タイポグラフィ年鑑 グランプリ
- 1994年 - 全国カレンダー展 通商産業大臣賞
- 1995年 - ドイツカレンダー展 銀賞
- 1995年 - 日本タイポグラフィ年鑑 ベストワーク賞 [2]
- 1995年 - 京急百貨店シンボルマーク 国際指名コンペ 一等
- 1997年 - デザインフォーラム97 銅賞
- 1997年 - Asia Pacific Posters Exhibition 1997 Regional Council Poster Award
- 1997年 - ニューヨークADC 銅賞
- 1998年 - 東京タイポディレクターズクラブ 会員銅賞
- 1998年 - 日本タイポグラフィ年鑑 ベストワーク賞
- 1998年 - ニューヨークADC 銅賞
- 1998年 - ドイツカレンダー展 銀賞
- 2000年 - The International Design Magazine Interactive Media Design Review 銅賞
- 2001年 - 日本タイポグラフィ年鑑 審査員賞
- 2002年 - 日本タイポグラフィ年鑑 審査員特別賞
- 2004年 - 日本グラフィックデザイナー協会 ベストワーク賞 [3]
- 2006年 - 第8回世界ポスタートリエンナーレ トヤマ2006 銀賞
- 2008年 - ドイツカレンダー展 銅賞
- 2015年 - 亀倉雄策賞[4][5][6]

## パーマネントコレクション
- サントリーミュージアム
- 富山県立近代美術館
- Museen für Kunst und Gewerbe [7] / Hamburg
- The Chicago Athenaeum [8] / Chicago など国内外多数

## 著書
- 三木健作品集（SelectedWorks1994-2002KenMiki） amusartspress 2003
- Graphic Wave 3（共著）ggg トランスアート 1999 など